# Mashreq

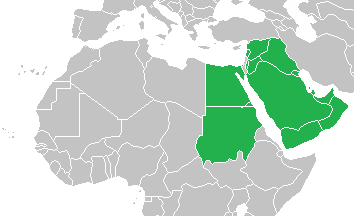
Bản đồ Mashriq.

Mashreq hay Mashriq (chữ Ả Rập: مشرق) là tên gọi chung của các nước nói tiếng Ả Rập nằm phía đông Ai Cập. Từ mashriq có nguồn gốc từ gốc phụ âm sh-r-q (ش ر ق) có liên quan tới phía đông hay bình minh, và thực chất có nghĩa là "phía đông" (phần lớn trong văn học hay thơ, "nơi mặt trời mọc"). Nó có liên quan tới khu vực rộng lớn trong Trung Đông, giáp giới với Địa Trung Hải và Iran. Vì vậy nó tương ứng với tên gọi maghrib (مغرب), có nghĩa là "phía tây", chỉ vùng các nước nói tiếng Ả Rập ở Bắc Phi. Ai Cập chiếm giữ vị trí không rõ ràng: trong khi văn hóa và ngôn ngữ gần vùng Mashriq hơn, Ai Cập hay được cho là không thuộc vùng nào hết. Những địa danh này có từ các cuộc xâm chiếm Hồi giáo thời kì đầu.
Vùng này đồng nghĩa với Bilad al-Sham, nhưng bao gồm Iraq.